# Otto Nagel
Pour les articles homonymes, voir Nagel.
Otto Nagel, né le 27 septembre 1894 à Berlin-Wedding (Empire allemand) et mort le 12 juillet 1967 à Berlin-Biesdorf (République démocratique allemande), est un artiste peintre allemand.

## Biographie
Né à Berlin-Wedding, Otto Nagel est le fils du menuisier Carl Nagel. Après l'école élémentaire, il commence un apprentissage chez un peintre de vitraux, mais l’interrompt rapidement. En 1912, il rejoint le Parti social-démocrate. Objecteur de conscience lors de la Première Guerre mondiale, il est emprisonné pour avoir refusé de servir. En 1917, il adhère au Parti social-démocrate indépendant d'Allemagne (USPD).
Après la guerre, il réalise ses premières peintures à l'huile et des pastels sous l'influence d'August Macke. Il devient membre du Parti communiste d'Allemagne (KPD) en 1920. Tout au long des années 1920, il est très actif sur la scène artistique berlinoise et fait la connaissance de Käthe Kollwitz, El Lissitzky et de nombreux autres artistes. Devenu secrétaire du Secours ouvrier international, il cofonde en 1922 avec Erwin Piscator le Künstlerhilfe (secours aux artistes). En 1924, Nagel rejoint le Rote Gruppe à Berlin et accompagne une exposition de jeunes artistes en Union soviétique. Il est un ami proche de Heinrich Zille et de Käthe Kollwitz, dont il a administré la succession. Grâce à Otto Nagel, de nombreux écrits sur le travail de celle-ci ont été publiés. En 1925, il épouse la chanteuse et actrice russe Valentina (Walli) Nikitina. De 1928 à 1931, il expose dans le Novembergruppe et cofonde l'Association des artistes visuels révolutionnaires. De 1928 à 1932, il est éditeur et rédacteur en chef du magazine satirique Eulenspiegel.
En 1933, Nagel est élu président de l'Association nationale des artistes en arts visuels d'Allemagne, mais les élections sont annulées par les nazis le lendemain. Une grande partie du travail de Nagel est déclarée « art dégénéré » et détruite. Il lui est interdit de peindre et, de 1936 à 1937, il est incarcéré dans divers camps de concentration nazis, notamment à Sachsenhausen.
Après la fin de la Seconde Guerre mondiale, Otto Nagel vit et travaille à Bergholz-Rehbrücke (Potsdam), dans le Brandebourg et, plus tard, en République démocratique allemande. En 1945, il est l'un des cofondateurs de l'Association culturelle Kulturbund. En 1952, il s'installe à Berlin-Biesdorf. De 1956 à 1962, il est président de l'Académie des arts. Il meurt à Berlin-Biesdorf en 1967 et est enterré au Zentralfriedhof Friedrichsfelde.
En 1970, il est nommé citoyen honoraire de Berlin à titre posthume.

## Œuvre (sélection)
L'œuvre d'Otto Nagel trouve un accueil favorable auprès du public en 1919. Jusque-là sous l'influence de l'expressionnisme (August Macke et Ludwig Meidner), Nagel évolue par le portrait vers un style réaliste personnel. À partir de 1923, il réalise un Roman en images de Berlin-Wedding (Roman in Bildern vom Berlin-Wedding). En 1949, il commence le cycle Hommes de notre temps (Menschen unserer Zeit).
- Wochenmarkt am Wedding, 1926
- Weddinger Jungen, 1928[4]
- Anilinarbeiter, 1928
- Lorenkipper, vers 1929[5]
- Straßenarbeiter II, vers 1935
- Berlin 1945 I, 1948/55. – Pastels : In der Volksküche, vers 1924
- Kinderbildnis „Dedy“, vers 1934
- Am Leopoldplatz, vers 1934[6]
- Großdestille am Wedding, 1937
- Brunnenstraße, vers 1938[7]
- Berlin brennt, 1942
- Trümmerfrauen auf dem Heimweg, 1947
- Die weiße Taube ou Das nasse Dreieck, 1978 (Roman, aus dem Nachlaß).

## Récompenses et distinctions

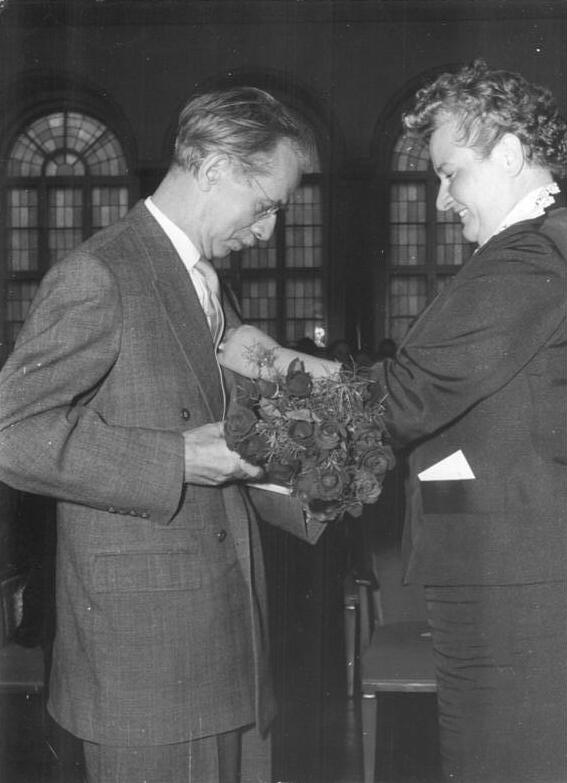
Otto Nagel recevant le Prix Goethe en 1957.

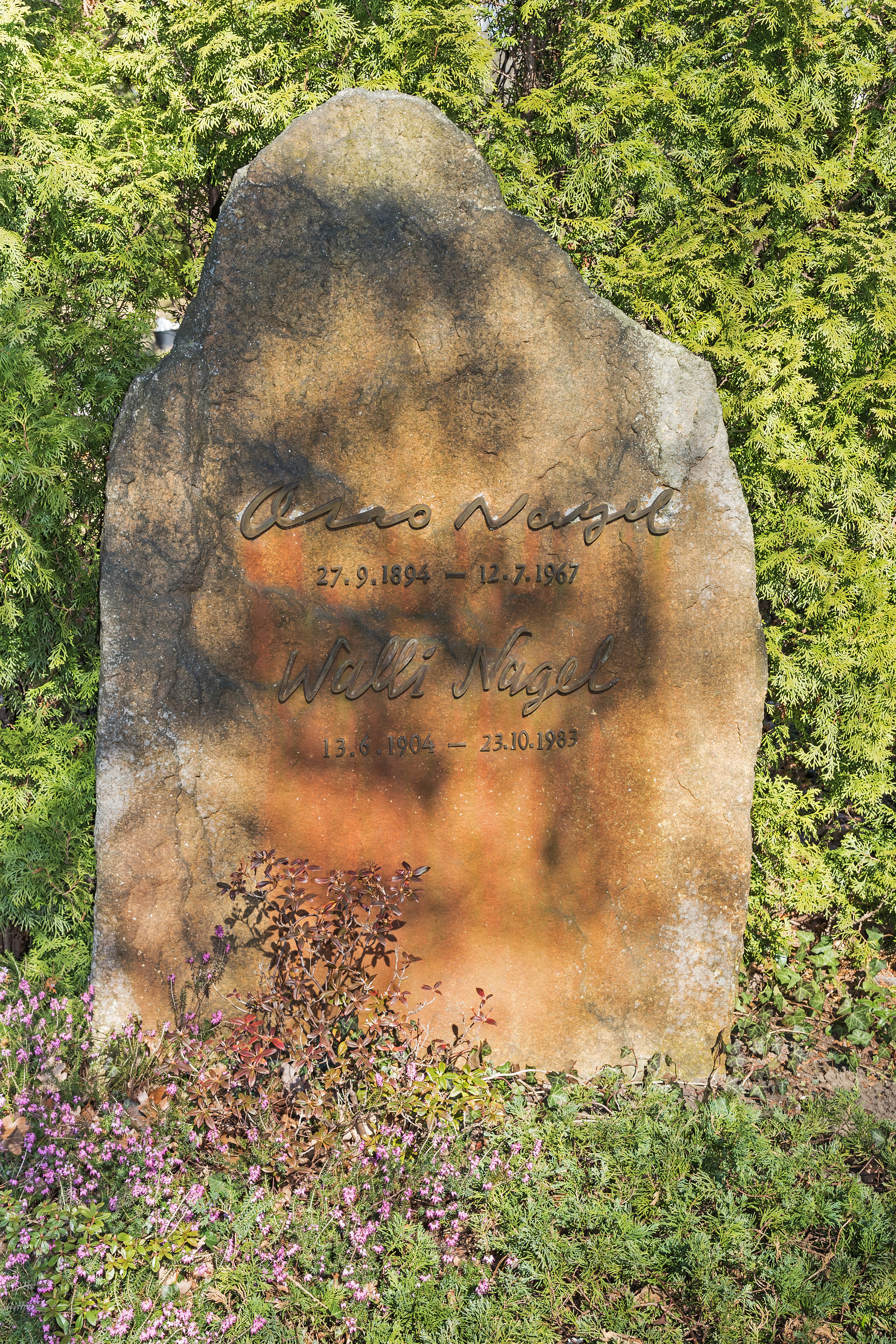
Tombe d'Otto Nagel au cimetière central de Berlin-Friedrichsfelde.

- 1950 : Prix national de la République démocratique allemande deuxième classe, pour l'ensemble de son œuvre
- 1957 : Prix Goethe de la Ville de Berlin
- 1964 : Ordre du mérite patriotique en or
- 1967 : Prix Käthe-Kollwitz